# Phuttharaksa Neegree
Phuttharaksa "Pat" Neegree (nascida em 25 de fevereiro de 1974, na província de Mae Hong Son) é uma remadora tailandesa. Ela competiu nos Jogos Olímpicos de Verão de 2000, em Sydney, na Austrália, nos Jogos Olímpicos de Verão de 2004 em Atenas, na Grécia, nos Jogos Olímpicos de Verão de 2012 em Londres, no Reino Unido e nos Jogos Olímpicos de Verão de 2016 no Rio de Janeiro, Brasil. Seu melhor resultado foi no Skiff simples feminino nos Jogos Olímpicos de Verão de 2012, em Londres, no Reino Unido, onde foi a quinta colocada na final C e a 17ª no quadro geral.